# Golasecca

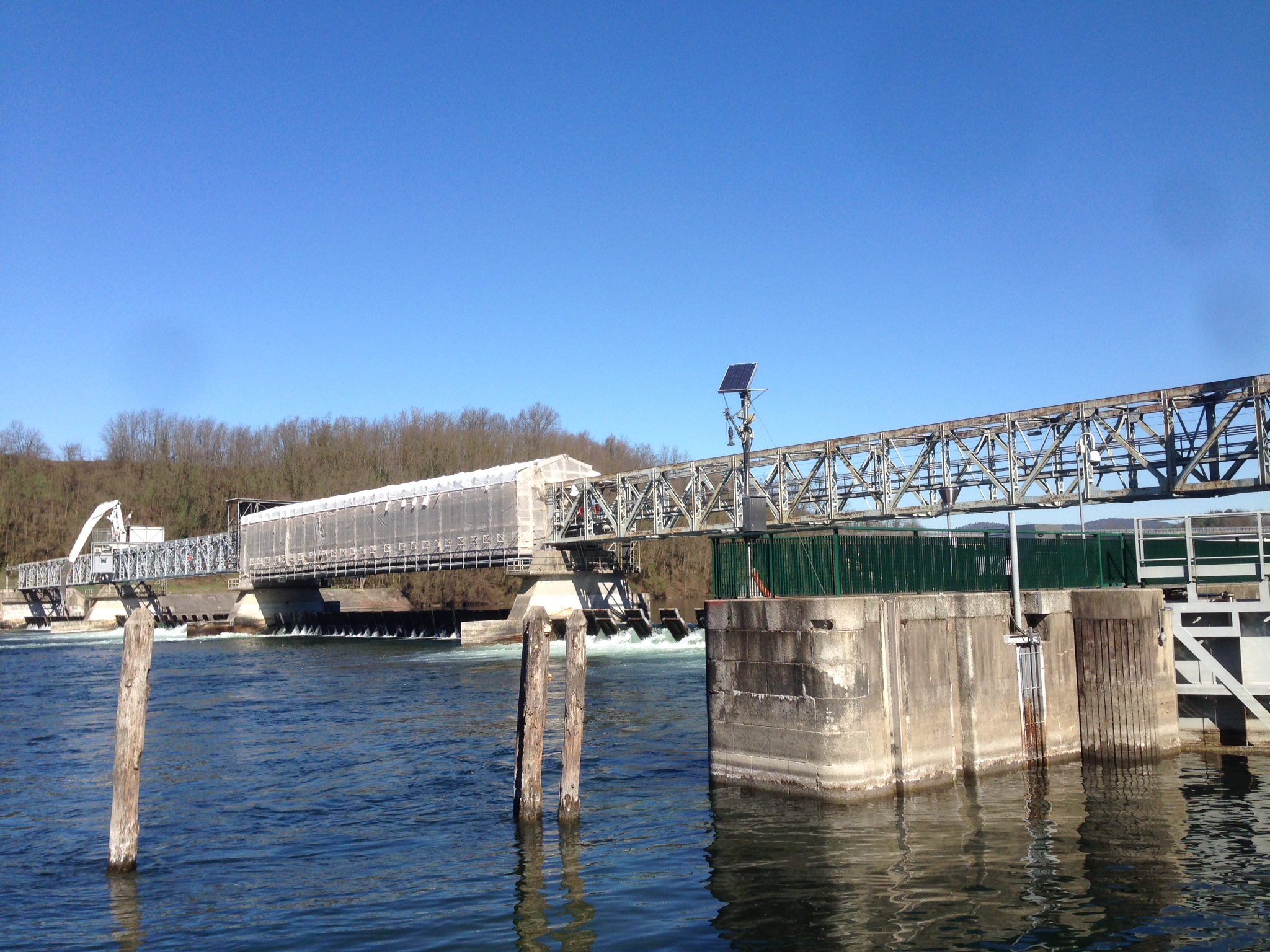
Diga della Miorina

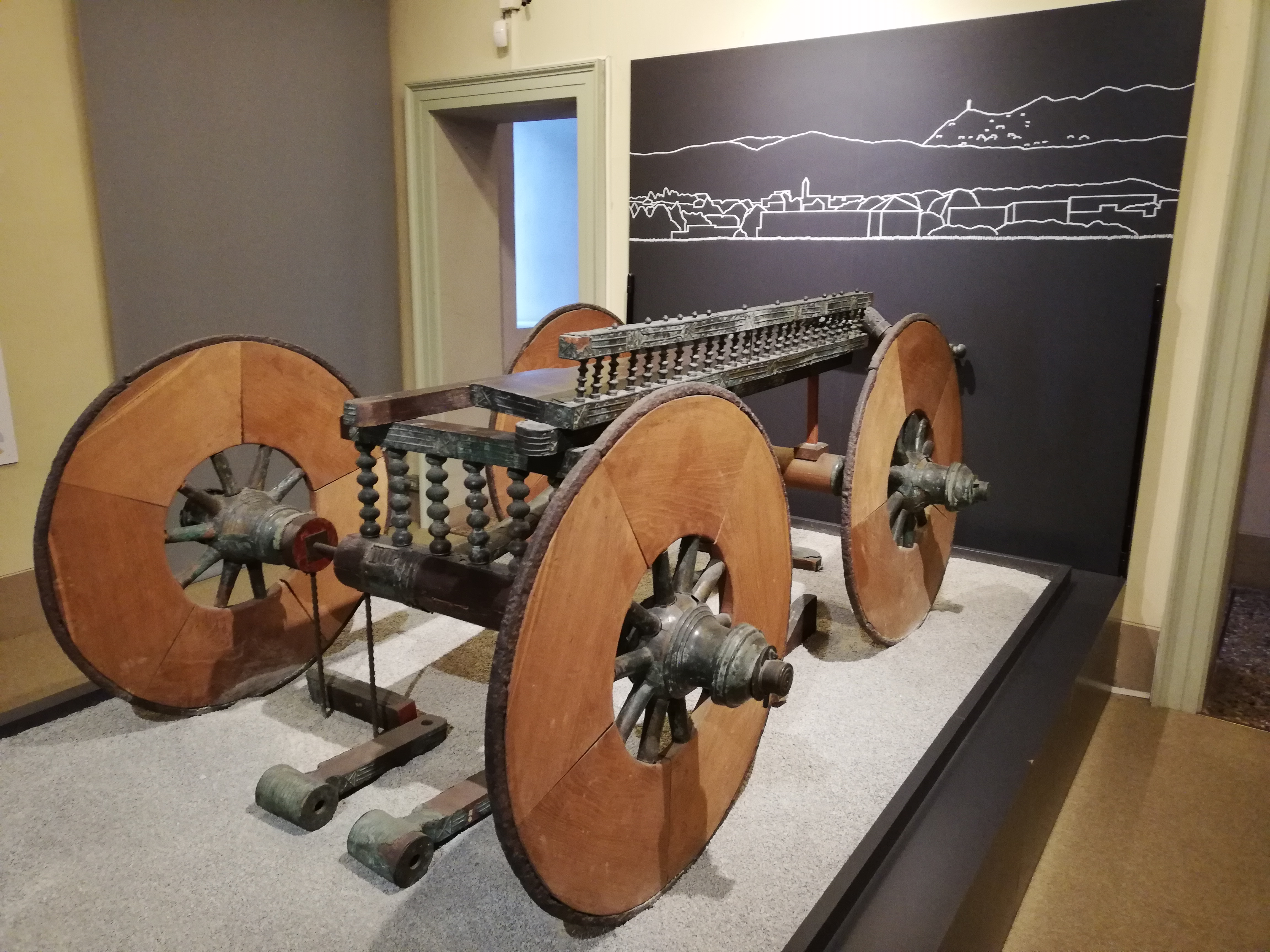
Golasecca, Wagen von Ca’ Morta

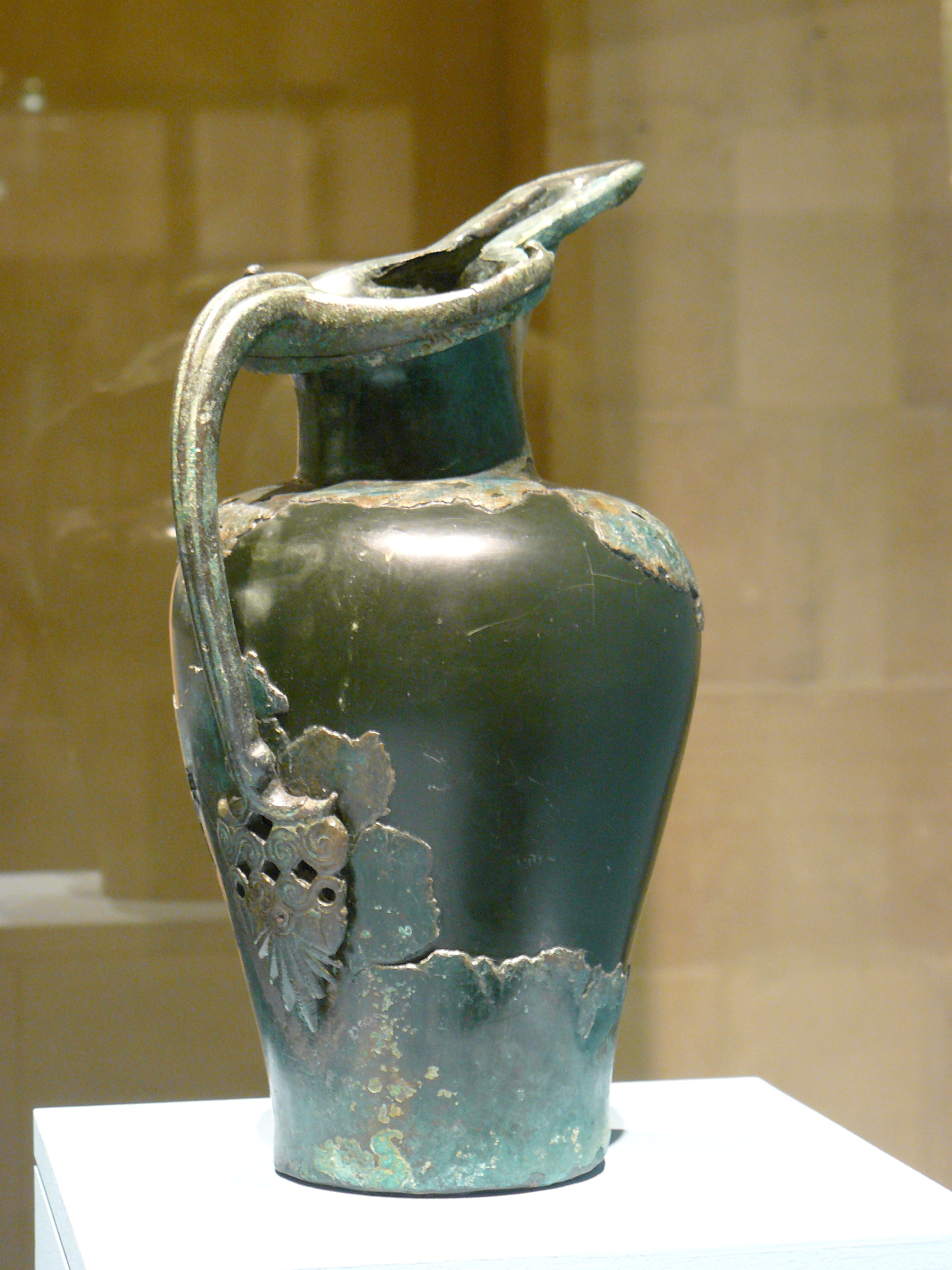
Eonochoé (450 v. Chr.) in der Nekropole gefunden

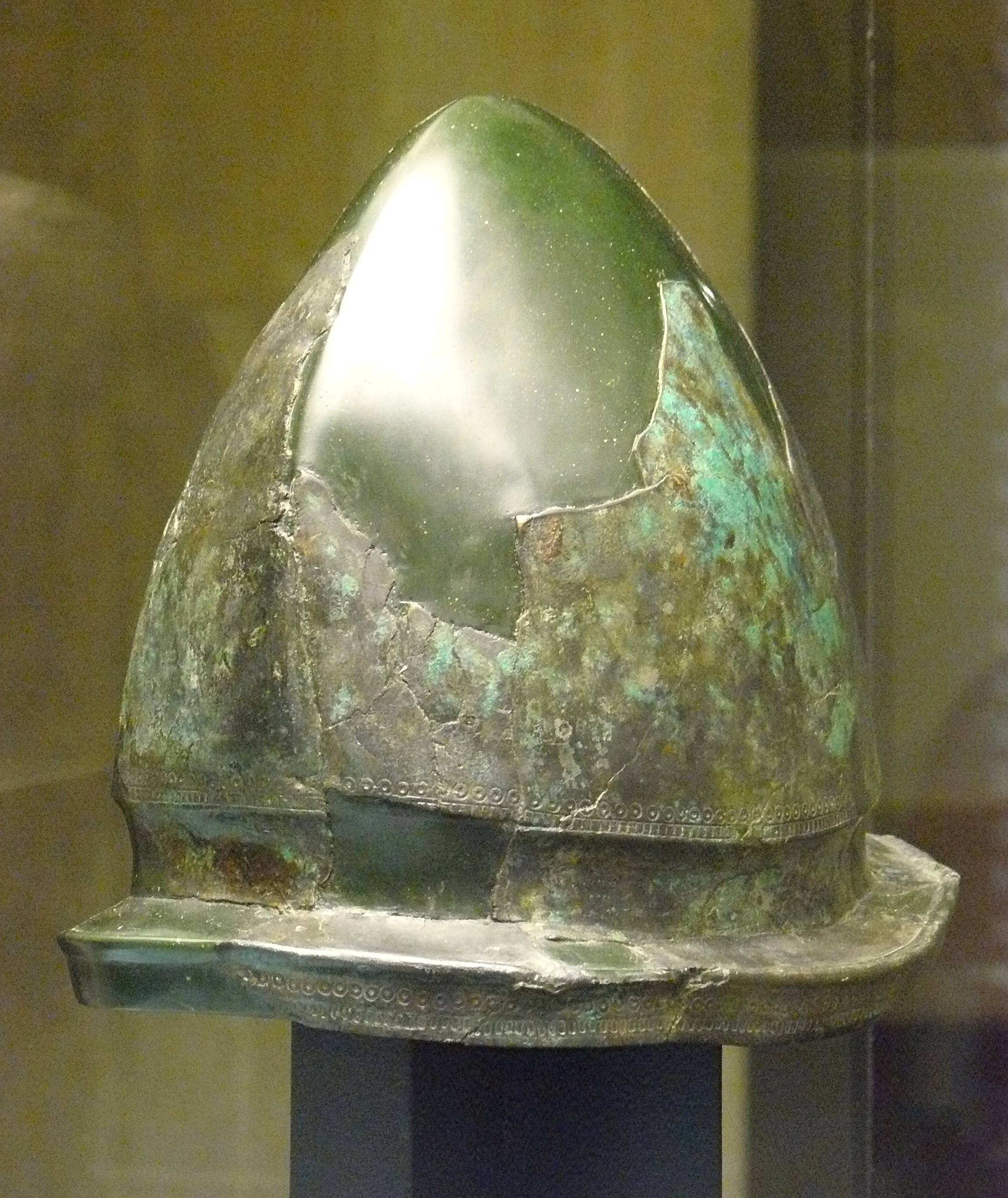
Elm Negau (460 v. Chr.) in der Nekropole Golasecca gefunden

Golasecca ist eine Gemeinde mit 2620 Einwohnern (Stand 31. Dezember 2023) in der Provinz Varese (Lombardei) in Italien.

## Geographie
Die Gemeinde liegt am Fluss Ticino und bedeckt eine Fläche von 7,44 km². Die Nachbargemeinden sind Castelletto sopra Ticino (NO), Sesto Calende, Somma Lombardo und Vergiate.

## Geschichte
Der Ort wurde namengebend für die Golasecca-Kultur der Eisenzeit. Während der Bronzezeit und bis zum 5. Jahrhundert vor Christus war das Gebiet der Gemeinde und ihrer Umgebung die Heimat einer hoch entwickelten Zivilisation, der so genannten Golasecca-Kultur, die auch wichtige Ableger in den proto-urbanen Zentren von Castelletto sopra Ticino und Como hatte. Zeugnisse dieser Zivilisation, die uns Modernen vor allem durch ihre raffinierte Grabkunst bekannt ist, finden sich entlang des Tessiner Tals und in den Museen der Region. In Römerzeit führte die Via Severiana Augusta, eine römische Konsularstraße, die Mediolanum (das heutige Mailand) mit dem Verbannus Lacus (Verbano-See, d. h. Lago Maggiore) und von dort zum Simplonpass (latein Summo Plano) verband, durch Golasecca.
Die Ortschaft Golasecca, Pieve von Somma, die in den Statuten der Straßen und Gewässer der Grafschaft Mailand erwähnt wird, gehörte zu den Gemeinden, die zur Instandhaltung der Rho-Straße beitrugen (1346). In den Registern des Estimo (Grundbuch) des Herzogtums Mailand von 1558 und den nachfolgenden Aktualisierungen im 17. und 18. Jahrhundert gehörte Golasecca zu den in derselben Pieve erfassten Gemeinden. Nach den Antworten auf 45 Fragen im Jahr 1751 durch den zweiten Volkszählungsrat hatte die Gemeinde Golasecca, die etwa 1200 Seelen zählte, zur Hälfte den Grafen Cesare Ercole di Castelbarco Visconti als Lehnsherrn, dem Markgrafen Ermes und den Brüdern Visconti für den vierten Teil und dem Grafen Giovanni Battista Visconti Marquis Della Motta für den anderen vierten Teil und wurden jedes Jahr für die feudale Anerkennung an den Grafen von Castelbarco Visconti 157 Lire und 10 Soldi und an den Markgrafen Ermes und die Brüder Visconti 52 Lire und 10 Soldi bezahlt.
Der Feudalrichter war Carlo Machio, ein kausaler Notar aus Mailand, der nicht verpflichtet war, dort zu wohnen. Er erhielt alle zwei Jahre 7 Lire als Honorar und weitere 3 Lire und 10 Geld an seinen fiskalischen Leutnant, Pietro Antonio Landone, der in Somma lebte. Der Aktuar Carlo Trombino erhielt für die Ablieferung der Berichte 4 Lire und 10 Soldi pro Jahr, während die Konsuln ihren Eid im Büro des Vikars von Seprio in Gallarate ablegten und dafür 1 Lire, 2 Soldi und 6 Denare pro Jahr erhielten. Die Gemeinde Golasecca war einst mit der Gemeinde Fontané verbunden, die viel größer war als die erste; aber aufgrund von Streitigkeiten trennte sich Fontané, ohne seine Tangente an den königlichen Lasten zu übernehmen, die später von der Gemeinde Golasecca bezahlt wurden, die weiterhin die gesamte Last trug und deshalb darum bat, von den der Gemeinde Fontané zustehenden Lasten befreit zu werden.
Die Versammlungen wurden auf dem öffentlichen Platz abgehalten, nachdem die Glocke geläutet hatte, mit zwei Konsuln, vier Bürgermeistern und allen Vorstehern der Häuser. Am ersten Tag des Jahres wurden die beiden Konsuln ausgetauscht. Das heißt, der Standesbeamte bereitete vier Karten vor, zwei markierte und zwei leere, und die ausscheidenden Konsuln benannten zwei Personen für eine zu ziehende Karte. Diejenigen, die die gekennzeichneten Karten erhielten, wurden die neuen Konsuln und wählten je einen Bürgermeister; ein anderer wählte die jeweiligen Vertreter des Hauses Castelbarco Visconti und ein weiterer den Markgrafen Ermes und die Brüder Visconti. Der Kanzler wohnte am selben Ort und erhielt ein Gehalt von 120 Lire. In der Gemeinde gab es weder ein Archiv noch einen Raum, aber die Unterlagen blieben in der Obhut des Kanzlers. Der erste Gemeinderat wurde im Jahr 1821 gewählt.
Nach dem vorübergehenden Anschluss der lombardischen Provinzen an das Königreich Sardinien wurde die Gemeinde Golasecca mit 1.655 Einwohnern, die von einem fünfzehnköpfigen Gemeinderat und einem zweiköpfigen Stadtrat verwaltet wurde, gemäß der durch das Gesetz vom 23. Oktober 1859 festgelegten territorialen Aufteilung dem Bezirk V der Somma, Bezirk IV des Gallarate, Provinz Mailand, zugeordnet. Bei der Gründung des Königreichs Italien im Jahr 1861 hatte die Gemeinde 1.791 Einwohner (Volkszählung 1861). Nach dem Gesetz über die Gemeindeorganisation von 1865 wurde die Gemeinde von einem Bürgermeister, einem Rat und einem Ausschuss verwaltet. Im Jahr 1867 wurde die Gemeinde in den Bezirk Somma Lombardo, den Bezirk Gallarate und die Provinz Mailand eingegliedert (Circoscrizione amministrativa 1867).
Im Jahr 1924 wurde die Gemeinde in den Bezirk Gallarate der Provinz Mailand eingegliedert. Nach der Gemeindereform von 1926 wurde die Gemeinde von einem Podestà verwaltet. Im Jahr 1927 wurde die Gemeinde der Provinz Varese zugeschlagen. Nach der Gemeindereform von 1946 wurde die Gemeinde Golasecca von einem Bürgermeister, einer Junta und einem Rat verwaltet. Im Jahr 1971 hatte die Gemeinde Golasecca eine Fläche von 743 Hektar.

## Bevölkerung
| Bevölkerungsentwicklung | Bevölkerungsentwicklung | Bevölkerungsentwicklung | Bevölkerungsentwicklung | Bevölkerungsentwicklung | Bevölkerungsentwicklung | Bevölkerungsentwicklung | Bevölkerungsentwicklung | Bevölkerungsentwicklung | Bevölkerungsentwicklung | Bevölkerungsentwicklung | Bevölkerungsentwicklung | Bevölkerungsentwicklung |
| ----------------------- | ----------------------- | ----------------------- | ----------------------- | ----------------------- | ----------------------- | ----------------------- | ----------------------- | ----------------------- | ----------------------- | ----------------------- | ----------------------- | ----------------------- |
| Jahr                    | 1751                    | 1805                    | 1853                    | 1881                    | 1901                    | 1921                    | 1951                    | 1971                    | 1991                    | 2001                    | 2011                    | 2021                    |
| Einwohner               | 1200                    | 1287                    | *1604                   | 1926                    | 1876                    | 1607                    | 1985                    | 2430                    | 2531                    | 2485                    | 2653                    | 2626                    |

- 1811 Fusion mit Sesto Calende

## Sehenswürdigkeiten
- Pfarrkirche Santa Maria Assunta (1846/1849)
- romanische Kirche San Michele (12. Jahrhundert)
- Kirche San Rocco (14. Jahrhundert) mit Fresken San Rocco, San Sebastiano, Cosma e Damiano; Madonna in der Apsis und Visconti Wappen
- Kirche Santi Simone e Giuda oder del Lazzaretto
- Kirche Santa Maria degli Angeli (15. Jahrhundert)
- Kirche Sant’Antonio abate
- Oratorium San Pietro al pescatore
- Brunnen Ul Navél (1898)
- Centro Multimediale Museale per l’Archeologia
- Nekropole Il Monsorino
- Antiquarium im Gemeindehaus mit paleontologischen Funden (Golasecca I und II)
- Diga della Miorina

## Persönlichkeiten
- Filippo Pagnamenta (1826–1892), Grossrat und Generalmajor
- Rosita Missoni (1931–2025), Modedesignerin und Mitbegründerin des Modeunternehmens Missoni